# Bozköy, Delice
Bozköy là một xã thuộc huyện Delice, tỉnh Kırıkkale, Thổ Nhĩ Kỳ. Dân số thời điểm năm 2010 là 114 người.